# روي دي فريتاس
روي دي فريتاس (بالبرتغالية: Ruy de Freitas‏) مواليد أغسطس 1916 - الوفاة أغسطس 2012 ، كان لاعب كرة سلة برازيلي. شارك في الألعاب الأولمبية الصيفية 1948.

## الميداليات
| الميدالية | المسابقة                       |
| --------- | ------------------------------ |
| برونزية   | الألعاب الأولمبية الصيفية 1948 |

## روابط خارجية
- روي دي فريتاس على موقع الاتحاد الدولي لكرة السلة (الإنجليزية)
- روي دي فريتاس على موقع سبورتس رفرنس (الإنجليزية)
- روي دي فريتاس على موقع اللجنة الأولمبية الدولية (الإنجليزية)
- روي دي فريتاس على موقع أوليمبيديا (الإنجليزية)
- روي دي فريتاس على موقع اللجنة الأولمبية البرازيلية (البرتغالية)